# Џај Кортни
Џај Стивен Кортни (енгл. Jai Stephen Courtney, рођен 15. марта 1986. у Сиднеју, Аустралија) аустралијски је филмски и телевизијски глумац.